# Vilhonneur
Vilhonneur foi uma comuna francesa na região administrativa da Nova Aquitânia, no departamento de Charente. Estendia-se por uma área de 9,36 km². Em 2010 a comuna tinha 792 habitantes (densidade: 84,6 hab./km²).
Em 1 de janeiro de 2019, passou a formar parte da nova comuna de Moulins-sur-Tardoire.